# Schwarzes Schaf

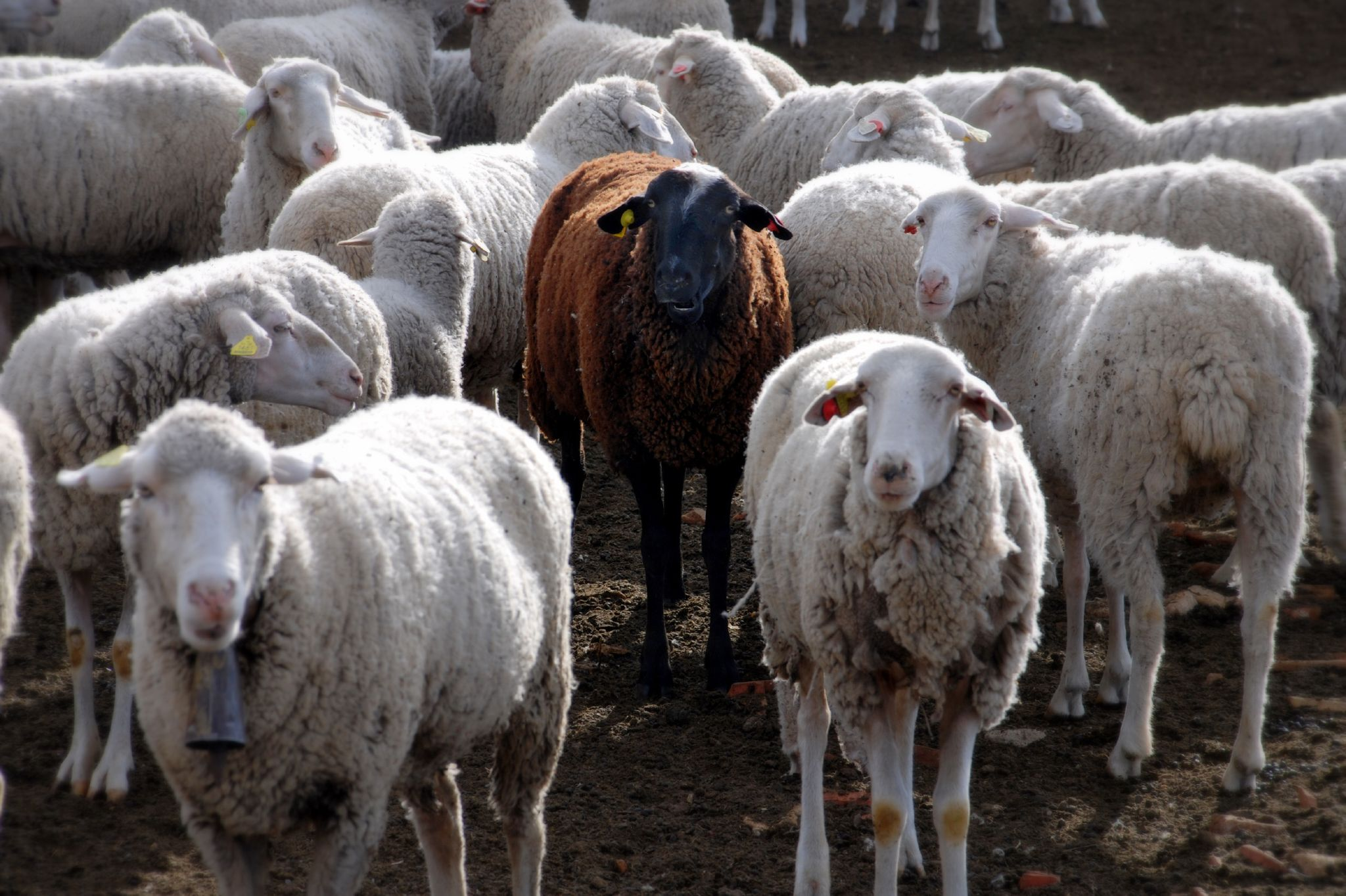
Ein braunes Schaf in der Herde

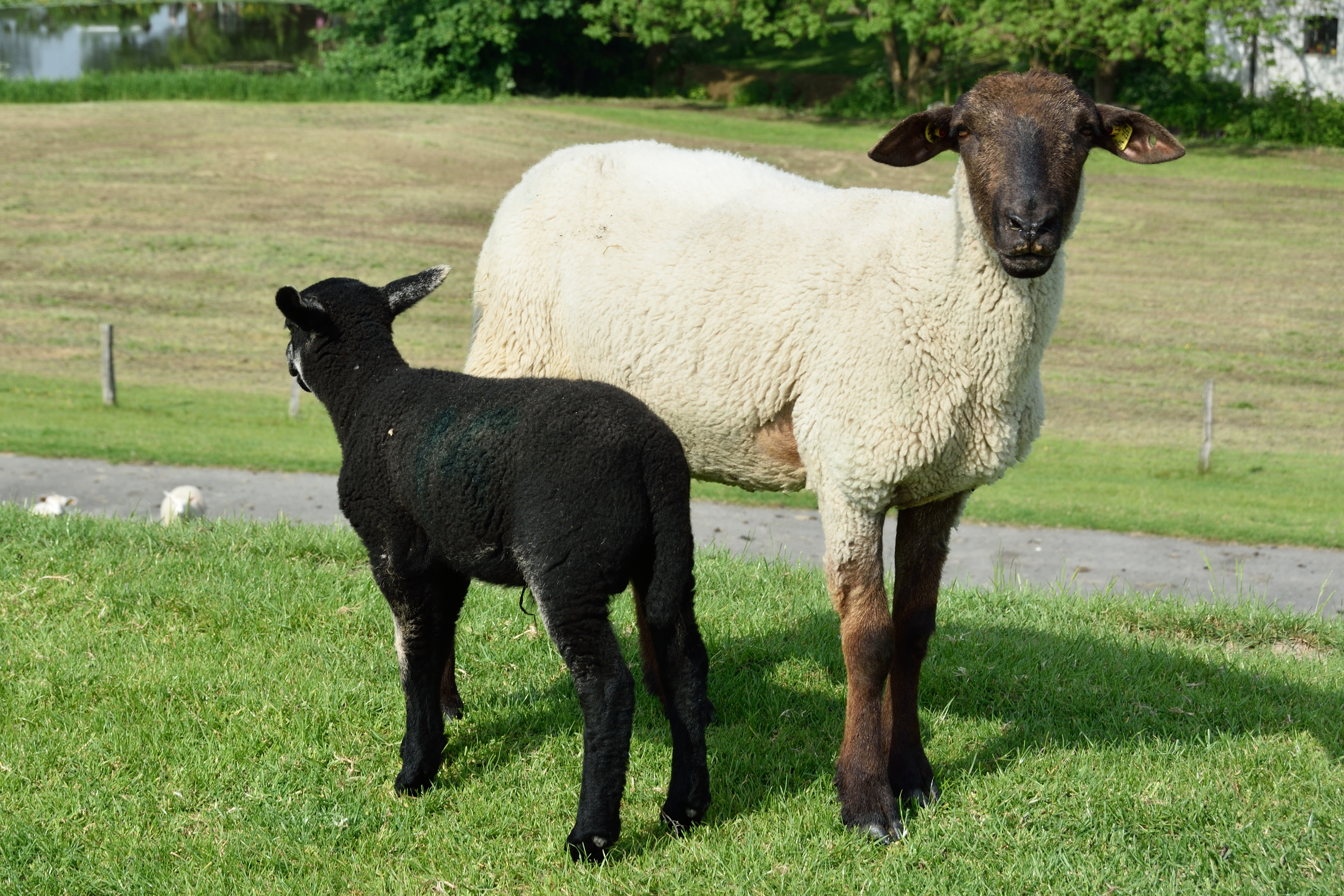
Ein weißes Schaf mit seinem schwarzen Lamm

Mit dem sprichwörtlichen Ausdruck schwarzes Schaf bezeichnet man ein Gruppenmitglied, das sich von den übrigen Mitgliedern einer sozialen Gruppe in einer Weise, die von den anderen als negativ bewertet wird, abhebt.

## Redewendung
Die Redewendung geht auf die Wertmaßstäbe der Schafzucht zurück, wonach die Wolle weißer Schafe als wertvoller anzusehen ist, da sie sich einfacher färben lässt. Die Wolle eines einzigen schwarzen Schafes dagegen senkte die Wollqualität der ganzen Herde, weshalb solche Tiere schon in der Zucht, wenn möglich, aussortiert wurden. Schwarze Schafe, die in der Herde weißer Schafe zudem auch noch besonders auffallen, sollen aus diesen Gründen bei Schäfern, deren Betrieb auf die Wollproduktion ausgerichtet ist, sehr unbeliebt sein und in der Regel keine hohe Lebenserwartung haben. Sie werden rasch ausgesondert und geschlachtet (vergleiche hierzu auch die biblische Darstellung in 1 Mos 30,32 ). Dieses Klischee stimmt jedoch nicht in allen Fällen mit der tatsächlichen Praxis überein.

## Funktion des Außenseiters
Genauer ausgedrückt handelt es sich bei einem „schwarzen Schaf“ um einen Außenseiter, der durch Eigenschaften oder Verhaltensweisen auffällt, die nicht den in der Gruppe geltenden und anerkannten Vorstellungen oder Regeln entsprechen. Diese Andersartigkeit wird von den anderen Gruppenmitgliedern als unangenehm bewertet oder als „Schande bereitend“ empfunden. Dabei wird dem Andersartigen nicht nur die Verantwortung für sein eigenes Verhalten, sondern auch ganz allgemein die Schuld an Missständen in der Gruppe gewohnheitsmäßig zugeschoben.
In der Gruppendynamik erfüllt das „schwarze Schaf“ in der Rolle des Außenseiters eine wichtige Funktion als Sündenbock. Die Gruppe verstärkt den inneren Zusammenhalt auf Kosten des Außenseiters (Mobbing). Unangenehme, ängstigende Gruppenthemen werden von der Gruppe ferngehalten, indem sie auf den Außenseiter projiziert und personifiziert werden. Der Außenseiter ist damit Träger wichtiger und wertvoller Energie und kann – richtig integriert – wesentlich zur positiven Entwicklung der Gruppe und ihrer Arbeit beitragen.

## Als Abwertung
Schwarzes Schaf der Familie
Als „schwarzes Schaf der Familie“ werden im übertragenen Sinn Familienangehörige bezeichnet, die auf die schiefe Bahn geraten sind oder die in sie gesetzten Erwartungen nicht erfüllen, beispielsweise wenn in einer Familie mit akademischer Tradition jemand Handwerker oder Künstler ist oder einen sozialen Beruf ergreift, oder wenn in einer Familie mit Arbeiter-Tradition jemand studieren möchte.
Schwarze Schafe einer Branche
„Schwarze Schafe einer Branche“ nennt man im Wirtschaftsleben Anbieter oder Unternehmen, die sich Kunden oder Wettbewerbern gegenüber unredlich verhalten, Missbräuche zulassen oder verbindliche Regeln und Vorschriften ihres Berufsstandes oder Wirtschaftssektors nicht einhalten, Verbraucher oder andere Abnehmer täuschen bzw. schädigen. Damit bringen sie möglicherweise ihre ganze Branche in Misskredit.
Schwarze Liste
Als „schwarze Schafe“ bezeichnete Menschen oder Gruppen werden oft in einer schwarzen Liste veröffentlicht und dadurch gesellschaftlich stigmatisiert. Schwarze Listen sind strafrechtlich bedenklich.